# Оператор імпульсу
Оператор імпульсу - квантовомеханічний оператор, відповідний імпульсу в класичній механіці, який визначається формулою 
{\displaystyle {\hat {\mathbf {p} }}=-i\hbar \nabla },
де {\displaystyle \hbar } - зведена стала Планка, {\displaystyle \nabla } - оператор Гальмільтона, i - уявна одиниця.

## Власні функції та власні значення
Власними функціями оператора імпульсу є функції 
{\displaystyle \psi _{\mathbf {k} }(\mathbf {r} )=e^{i\mathbf {k} \cdot \mathbf {r} }},
де {\displaystyle \mathbf {k} } - дійсний вектор, який називають хвильовим вектором. 
{\displaystyle {\hat {\mathbf {p} }}\psi _{\mathbf {k} }(\mathbf {r} )=\hbar \mathbf {k} \psi _{\mathbf {k} }(\mathbf {r} )},
тому власні значення оператора імпульсу {\displaystyle \hbar \mathbf {k} }. Значення хвильового вектора також відіграє роль квантового числа, яким можна індексувати хвильові функції.

## Комутаційні співвідношення
Для кожної з компонент оператора імпульсу справедливо: 
{\displaystyle {\hat {p}}_{x}(x\phi (x))=-i\hbar \phi (x)+x{\hat {p}}_{x}\phi (x)},
де {\displaystyle \phi (x)\,} - будь-яка функція. 
Тому: 
{\displaystyle [x,{\hat {p}}_{x}]=x{\hat {p}}_{x}-{\hat {p}}_{x}x=i\hbar }.
Це комутаційне співвідношення центральне для квантової механіки — з нього виводяться усі інші. Різні компоненти оператора імпульсу комутують між собою, а також із «не своїми» координатами, наприклад: 
{\displaystyle [{\hat {p}}_{x},{\hat {p}}_{y}]=0},
{\displaystyle [x,{\hat {p}}_{y}]=x{\hat {p}}_{y}-{\hat {p}}_{y}x=0}.